# Hub (auteur)
Pour les articles homonymes, voir Hub.
 (novembre 2017).
Si vous disposez d'ouvrages ou d'articles de référence ou si vous connaissez des sites web de qualité traitant du thème abordé ici, merci de compléter l'article en donnant les références utiles à sa vérifiabilité et en les liant à la section « Notes et références ».
Œuvres principales
- Okko

Humbert Chabuel, dit Hub, est un auteur de bande dessinée français, né le 26 juin 1969 à Annecy.

## Biographie
En 1992, Hub est designer sur le film Le Cinquième Élément du réalisateur Luc Besson. Il réitère une expérience dans le septième art en 2001 avec le film Samouraï[Quoi ?]. Entre-temps, il se rode dans l'univers du dessin animé avec des séries telles que Le Prince d'Atlantis ou Garade Kid. Il crée aussi l'habillage pour des programmes de jeunesse d'une importante chaîne française. Il est dessinateur de la série de bande dessinée Kazandou, sur un scénario de Gess, deux tomes de 136 pages aux éditions Glénat. En 2001, il crée des illustrations pour le jeu de rôle papier Fading Suns édition française (Multisim). Puis en 2005, il se lance dans la saga Okko avec la sortie du premier tome du Cycle de l'Eau. En 2011 sort le tome 1 d'Aslak, L'Œil du monde, chez Delcourt avec Hub et Fred Weytens au scénario et Emmanuel Michalak au dessin.

### Documentaire
- Hub au bout des doigts (2020), moyen métrage documentaire (54 minutes) réalisé par Benjamin Laurent, produit par Studio Parolox[1]